# ويليام إف. كوغزويل
ويليام إف. كوغزويل (بالإنجليزية: William F. Cogswell)‏ هو رسام أمريكي، ولد في 1819 في فابيوس في الولايات المتحدة، وتوفي في 24 ديسمبر 1903 في باسادينا في الولايات المتحدة.